# Miguel Benlloch Martínez
Miguel Benlloch Martínez (València, 3 de juny de 1893 - Madrid, 4 de febrer de 1983) fou un entomòleg valencià, acadèmic de la Reial Acadèmia de Ciències Exactes, Físiques i Naturals.
Es llicencià en enginyeria agrònoma i fou professor d'entomologia agrícola i de patologia vegetal a l'Escola Especial d'Enginyers Agrònoms i director de l'Estació de Fitologia Agrícola.
El 1948 fou president de la Reial Societat Espanyola d'Història Natural. També col·laborà amb el CSIC, en el que en fou vocal del Patronat Alonso de Herrera i conseller d'honor de l'Institut Alfons el Magnànim de la Diputació de València. Especialitzat en control de plagues, el 1953 fou escollit acadèmic de la Reial Acadèmia de Ciències Exactes, Físiques i Naturals, ingressant l'any següent amb el discurs La lucha contra las plagas del campo; su evolución en los últimos treinta años. Com a membre del consell assessor de l'Institut Nacional d'Investigacions Agronòmiques fou delegat espanyol en l'Organització Europea per a la Protecció de Plantes als Congressos de Patologia Comparada. El 1965 fou president de la delegació espanyola en el simposi de la FAO sobre la lluita contra els enemics de les plantes i el 1968 participà en les II Jornades de Fitiatria i Fitofarmàcia de Niça. Va rebre les grans creus de l'Orde del Mèrit Agrícola i de l'Orde d'Alfons X el Savi.